# Upplands runinskrifter 900
Upplands runinskrifter 900 är ett förkommet vikingatida runstensfragment i Läby kyrka, Läby socken och Uppsala kommun. Johan Peringskiöld skrev på 1600-talet att stenen ska vara alldeles förbränd och att den ligger i kyrkdörren. Emellertid har Peringskiöld nog inte sett runstensfragmentet med egna ögon utan uppgav bara tidigare information från Johannes Bureus och Johannes Haquini Rhezelius. Efter Peringskiöld finns inga senare rapporter om stenen.

## Inskriften
Translitterering av runraden:
[...--hu...l...s...k- · hultr--...]
Normalisering till runsvenska:
... ...
Översättning till nusvenska:
...
Inskriften har inte kunnat tydas.